# مبدأ تصرف الدولة
ينص مبدأ سيادة الدولة على أن كل دولة ذات سيادة تلتزم باحترام سيادة جميع الدول الأخرى على أراضيها، ولا يحق للمحاكم الأجنبية انتقاد قوانين الحكومات الأخرى التي تقوم بتنفيذها داخل أراضيها.

## الخلفية
مبدأ سيادة الدولة، الذي نشأ من ممارسات الدولة في القرن السابع عشر، تم إدخاله إلى القانون الأمريكي في قضية أندرهيل ضد هيرنانديز. في ثورة 1892، طرد الجنرال جوزيه مانويل «موكو» هيرنانديز حكومة فنزويلا آنذاك وسيطر على مدينة بوليفار، حيث عاش أندرهيل مقدم الدعوى الذي كان يدير نظام محطات المياه في المدينة. وتقدم أندرهيل، وهو مواطن أمريكي، مرارًا إلى هيرنانديز بطلب الحصول على جواز سفر للخروج، ولكن تم رفض هذه الطلبات، واضطر أندرهيل للبقاء في مدينة بوليفار وتشغيل محطات المياه. وقد عدل هيرنانديز في النهاية عن قراره وسمح لأندرهيل بالعودة إلى الولايات المتحدة، حيث قام برفع دعوى للحصول على تعويض مقابل الضرر من جراء اعتقاله في فنزويلا. وفي حيثية الحكم على المدعى عليه، قررت محكمة نيويورك أن هيرنانديز قد تصرف بصفته الرسمية كقائد عسكري ولهذا تعد تصرفاته تمثل حكومة فنزويلا. وبالتالي رفضت المحكمة الاستجابة لدعوى أندرهيل المقدمة ضد الحكومة استنادًا إلى مبدأ تصرف الدولة. وقد عللت المحكمة هذا الحكم بأن «كل دولة ذات سيادة تلتزم باحترام استقلالية جميع الدول الأخرى ذات السيادة، ولا يحق للمحاكم في إحدى الدول بانتقاد قوانين حكومة دولة أخرى، التي تقوم بتنفيذها داخل أراضيها».

## البنك الوطني في كوبا ضد ساباتينو
في عام 1964، طبقت المحكمة العليا للولايات المتحدة مبدأ تصرف الدولة في قضية البنك الوطني في كوبا ضد ساباتينو. وقد ظهرت هذه القضية عندما قامت كوبا بتأميم صناعة السكر، وذلك بالسيطرة على معامل تكرير السكر وغيرها من الشركات في أعقاب الثورة الكوبية. وقد فقد عدد كبير من الأمريكيين الذين استثمروا في هذه الشركات استثماراتهم دون الحصول على تعويض عندما تولت الحكومة الكوبية السيطرة. ولكن على الرغم من تلك الخسارة التي مني بها رعايا الولايات المتحدة إلا أن المحكمة العليا أقرت مبدأ تصرف الدولة بافتراض صحة الإجراءات المحلية للحكومة الكوبية وبالتالي رفضت الادعاء المقدم من رعايا الولايات المتحدة ضد كوبا بسبب فقدان استثماراتهم.
وأقرت المحكمة في قضية البنك الوطني في كوبا ضد ساباتينو بأنه على الرغم من عدم وجود مبدأ تصرف الدولة في الدستور، بصورة صريحة أو ضمنية إلا إن له دعائم دستورية في مفهوم فصل السلطات. وقد عللت المحكمة العليا ذلك نظرًا لأن السلطة التنفيذية تمتلك الحق الحصري في الاضطلاع بالشؤون الخارجية مع الدول الأخرى نيابة عن الولايات المتحدة، فإن النزاعات الناشئة عن الإجراءات الرسمية لسلطات السيادة الأجنبية لا ينبغي تسويتها باللجوء إلى القضاء لأن هذه القرارات قد تتداخل مع إدارة السلطة التنفيذية للشؤون الخارجية.

## تعديل هيكينلوبر الثاني
في استجابة لنتيجة القضية، فقد أصدر الكونجرس، والذي يشار إليه عادة بـ «تعديل هيكينلوبر الثاني»، وقد سمي باسم مقدم مشروع القانون بورك بي هيكينلوبر، السيناتور عن ولاية آيوا. وبشكل عام، بموجب تعديل هيكينلوبر، لا تطبق المحاكم مبدأ تصرف الدولة كعائق ضد النظر في قضايا المصادرة من قبل سيادة أجنبية.

## وصلات خارجية
- A Brief Primer on International Law نسخة محفوظة 10 نوفمبر 2016 على موقع واي باك مشين. With cases and commentary. Nathaniel Burney, 2007.
- Official UN website on International Law
- Official website of the International Court of Justice